# Gladys Asmah
Hon. Gladys Asmah (* 16. Oktober 1939 in Cape Coast, Central Region, Ghana; † 24. Juni 2014 in Accra) war eine ghanaische Politikerin. Seit Januar 2005 war sie amtierende Ministerin für Fischerei unter Präsident John Agyekum Kufuor. Von 2001 bis Januar 2005 war sie erste Amtsinhaberin des neu gegründeten Ministeriums für Angelegenheiten von Frauen und Kindern. Gladys Asmah war Mitglied der in Ghana politisch bekannten Danquah-Busia Familie. Seit 1979 war sie in Ghana politisch aktiv.

## Ausbildung und Frühe Jahre
Zunächst besuchte Asmah die Wesley Girl High School und später das Ghana National College in Cape Coast. Nach ihrem Abschluss arbeitete Asmah für kurze Zeit bei der Ghana Railway Corporation und wurde später Abteilungsleiterin der Abteilung für Qualitätskontrolle und Labor der Pioneer Tobacco Company PTC.
Im Jahr 1963 verließ Asmah Ghana und ging nach Großbritannien. Hier besuchte sie sowohl die Hendson Universität für Technik (Hendon College of Technology) als auch in Leeds die Universität für Wirtschaft (College of Economics). Asmah machte den Abschluss 1966 in Hauswirtschaftslehre (House Economics) als Mitglied des Institute Management Associations von London.
Direkt nach ihrem Abschluss arbeitete sie beim British Council als Assistant Management Association in London. Bereits in London entdeckte die auch erstes Interesse für Mode und lernte neben dem Handwerk auch die Organisationsstrukturen der Modebranche kennen.
Asmah kam nach Ghana zurück und gründete eine Firma, die im Jahr 1975 in die Rechtsform der Limited Liability Company überging. In Takoradi arbeitete Asmah im Takoradi Neighborhood Centre, in dem sie Mädchen und junge Frauen der Umgebung ausbildet.

## Politische Karriere
Asmah war 1981 Mitglied des Komitees für Minderheitenparteien (Committee of Minority Parties). Dieses Komitee sollte die kleineren Parteien zu einer Einheit zusammenbringen, die bei den im Jahr 1983 anstehenden Wahlen gegen die Regierungspartei PNP erfolgreich antreten konnte. Im Komitee war sie die einzige Frau. Zu der Parteigründung kam es jedoch aufgrund des Militärputsches von Jerry Rawlings im Dezember 1981 nicht mehr.
Nachdem Ghana 1992 zu einer demokratischen Regierungsform zurückkehrte, kandidierte Asmah im Wahlkreis Takoradi um einen Parlamentssitz. Erst 1996 gewann sie den Wahlkreis und zog als Repräsentantin für die Bevölkerung in Takoradi ins Parlament Ghanas ein. Danach blieb Gladys Asmah Mitglied des Parlaments für die New Patriotic Party (NPP). Ihre dritte Amtszeit lief erst im Wahljahr 2008 aus.
Bereits 1996 wurde Asmah erste Frau als Stellvertretende Oppositionsführerin (Deputy Minority Leader) im Parlament. Nach den Wahlen im Dezember 2000 wurde sie im Amt bestätigt und 2001 wurde Asmah Ministerin des neu gegründeten Kabinettsministeriums für Frauen und Kinder. Im Januar 2005 wurde sie Ministerin für Fischerei, als Nachfolger Asmahs im Ministerium für Frauen wurde Hajia Alima Mahama ernannt. Erstmals unter Gladys Asmah erreichte das Fischereiministerium den Status als Kabinettsministerium. Die Anzahl der im Kabinett vertretenen Ministerien in Ghana ist verfassungsmäßig auf 19 beschränkt.

## Familie
Gladys Asmah war die Witwe von John Asmah, der am 9. Februar 2003 im Alter von 68 Jahren verstorben ist. Sie hatten zwei gemeinsame Kinder.

## Engagement
Asmah war Vorsitzende des Firmenvorstandes der Takoradi Women Training Ahantaman Rural Bank, stellvertretende Vizepräsidentin der Association of Ghana Industries und Vorsitzende des regionalen Ausschusses Frauen in Entwicklung (Women in Development).
Sie war zudem Vorstandsmitglied der Fijai Secondary School und Mitglied im Western Regional consultative Council sowie in ihrer Partei, der New Patriotic Party Mitglied der Ortsgruppe für Angelegenheiten der Frauen.
Mit dem Ziel, die Armut besonders der Frauen in Ghana zu verringern, wurde sie als Ministerin für Angelegenheiten von Frauen und Kindern Gründerin des Women Development Fund (WDF).

## Bibliographie
- Bevölkerungspolitik in Afrika - Anspruch und Wirklichkeit. In: Kairo + 5. Chancen und Hindernisse einer erfolgreichen Bevölkerungspolitik. Konrad-Adenauer-Stiftung (Hrsg.) 1999.